# Inversió d'impuls

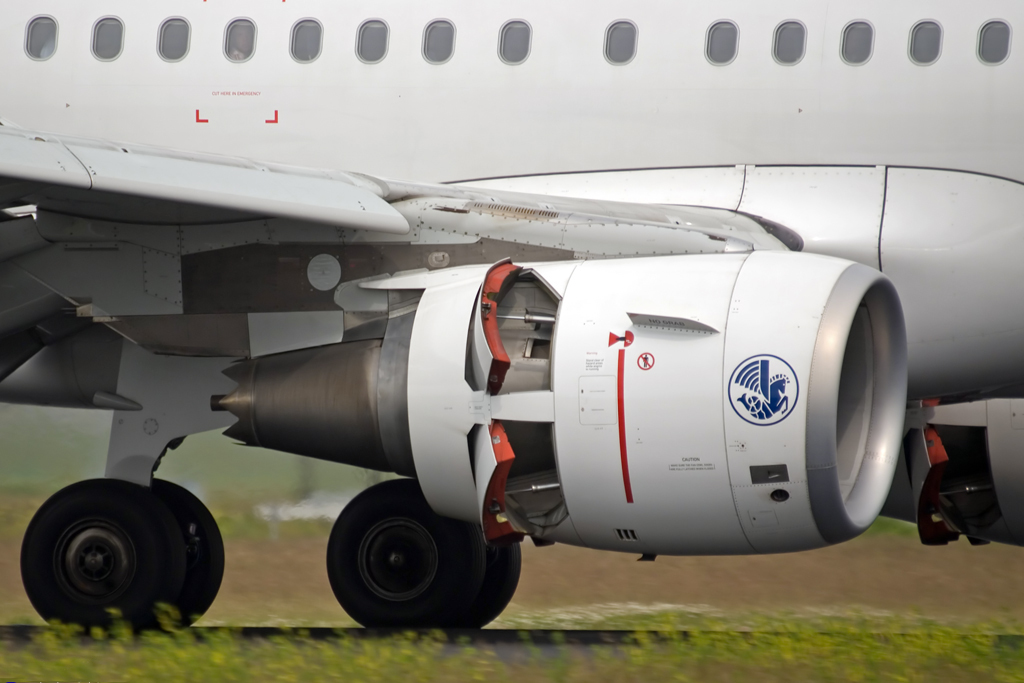
Inversor d'impuls d'un Airbus A321.

La inversió d'impuls és un dispositiu que permet orientar cap endavant parcialment o total l'empenyiment proporcionat per un motor d'hèlix o de reacció a fi d'alentir un avió i reduir-ne la distància de frenada durant l'aterratge.

## Vista general
La inversió d'impuls s'utilitza sobretot en avions civils i els avions militars que se'n deriven (avions de transport, avions cisterna, etc.), però també s'equipa en alguns avions de combat, com el Tornado o el Saab 37 Viggen.
Aquest equipament es troba en la majoria d'avions civils impulsats per turboreactors, però no és obligatori. De fet, la certificació civil en prohibeix l'ús per a la determinació de la llargada de pista necessària per a l'aterratge sobre pista seca, car en distorsiona els resultats. Tanmateix, es pot utilitzar sobre una pista molla o contaminada, on pot resultar molt útil per disminuir el risc de pèrdua d'adherència de l'avió per hidroplanatge.

## Principi

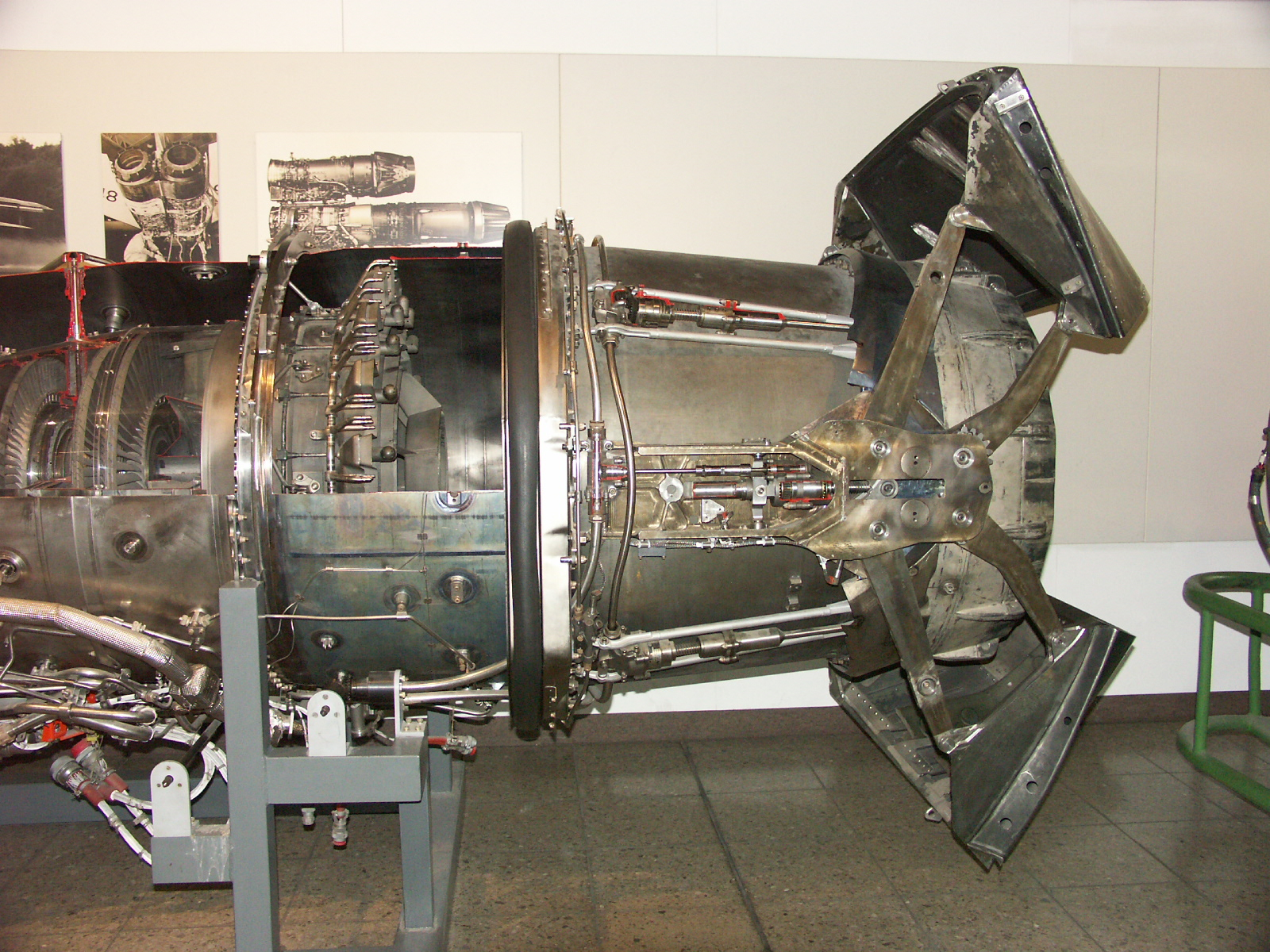
Mecanisme de l'inversor del turboreactor RB199 del Panavia Tornado

La inversió d'impuls es pot aplicar de dues maneres:
- En un motor d'hèlix : S'inverteix l'orientació de les pales de l'hèlix per dirigir cap endavant el flux generat per la seva rotació;[4]
- En un motor de reacció : Es desplacen elements mòbils per redirigir cap endavant part del flux de gasos calents de la turbina del turboreactor, així com els gasos freds del ventilador de flux guiat en els motors de doble flux.

## Ús en avions amb turboreactors
A causa de la seva configuració aerodinàmica optimitzada per a la seva velocitat de creuer (800 a 900 km/h), els avions comercials equipats amb turboreactors sovint tenen una velocitat d'aterratge bastant alta (de l'ordre de 250 km/h). Juntament amb altres dispositius com els frens d'aire, la frenada suplementària que proporciona l'inversor d'impuls permet estalviar una mica els frens de les rodes i escurçar la distància d'aterratge. Són particularment útils quan la pista queda negada per trombes d'aigua i les rodes del tren d'aterratge tenen dificultats per trobar adherència per aturar l'avió.
Una vegada l'avió és a terra, el procediment de frenada consisteix a desplegar els inversors i seguidament augmentar el règim del motor després que les rodes toquin a terra per tornar a generar empenyiment (car el motor funciona pràcticament al ralentí durant la fase d'aterratge). Aquesta empenyiment és aleshores dirigit cap endavant a un angle de 45 °, per evitar que els gasos de combustió tornin dins del turboreactor, i frena l'avió. Tanmateix, es recomana no utilitzar els inversors d'impuls a una velocitat inferior a 60 nusos (aproximadament 108 km/h), per evitar que partícules de pols o terra s'infiltrin en el motor. Com que són molt sorollosos, els inversors d'impuls estan prohibits a certs aeroports, car quan la part del motor corresponent a la inversió s'obre i creix en potència, l'aïllament acústic queda anul·lat.
Dispositius de seguretat eviten el desplegament dels inversors durant el vol i asseguren que no es despleguin fins que el tren d'aterratge hagi sortit i tocat a terra. En alguns aparells, una petita roda situada al tren d'aterratge principal detecta quan l'aparell toca a terra. En altres aparells, dos sensors entren en contacte sota la pressió exercida pel pes de l'avió sobre la suspensió. Tot i això, alguns accidents s'han produït com a resultat de l'activació errònia de la inversió d'impuls durant l'enlairament o en ple vol, com l'estavellament del vol 402 TAM el 31 d'octubre del 1996 o l'accident del vol 004 de Lauda Air el 26 de maig del 1991. Altres accidents han sigut provocats per un mal desplegament de la inversió durant l'aterratge. Quan s'activa en un turboventilador, tan sols una part dels gasos es redirigeix cap endavant, car els elements deflectors generalment només actuen sobre l'aire circulant dins del canal secundari del motor. El flux central continua sortint cap enrere.